# Rhachomyces lasiophorus
Rhachomyces lasiophorus är en svampart som först beskrevs av Roland Thaxter, och fick sitt nu gällande namn av Roland Thaxter 1895. Rhachomyces lasiophorus ingår i släktet Rhachomyces och familjen Laboulbeniaceae.   Inga underarter finns listade i Catalogue of Life.